# Pétanque-Weltmeisterschaft der Jugend 2007
Die 11. Pétanque-Weltmeisterschaften der Jugend fanden vom 13. bis zum 15. Juli 2007 in Suwa, Japan statt. Parallel wurden die 4. Weltmeisterschaften im Tir de Précision (Präzisionsschießen) ausgetragen.
Die Fédération Internationale de Pétanque et Jeu Provençal (FIPJP) trägt die Weltmeisterschaften alle zwei Jahre aus. Zur 11. Jugend-WM traten 23 der 72 in der Fédération Internationale de Pétanque et Jeu Provençal (FIPJP) organisierten Nationen an.

## Triplette
Wie alle internationalen Meisterschaften in der Boule-Sportart Pétanque wurde auch bei der 11. Jugend-WM Triplette gespielt. Der Gastgeber Japan stellte zwei Teams, alle anderen Nationen ein Team.

### Runde 1
In der ersten Runde wurden in 4 Gruppen mit 6 Teams jeder gegen jeden gespielt. Die ersten Vier qualifizierten sich für die zweite Runde. Die ausgeschiedenen Teams spielten im Nationen-Cup weiter.
Das Team des Deutsche-Pétanque-Verbands (David Bourdoux (Jahrgang 1990; BC Mannheim-Sandhofen), Frank Maurer (Jahrgang 1991; BC Lahr-Ettenheim), Niclas Zimmer (Jahrgang 1992; FT Freiburg) und Torsten Lay (Jahrgang 1990; BC Saarwellingen)) spielte in Gruppe D, verlor nur gegen Thailand und qualifizierte sich als zweiter für die zweite Runde. Die Schweiz spielt ebenfalls in Gruppe D, konnte nur gegen Australien gewinnen und schied aus dem WM-Turnier aus. Österreich trat nicht an.
| Runde 1 | Runde 1                | Runde 1  | Runde 1           | Runde 1     |
| ------- | ---------------------- | -------- | ----------------- | ----------- |
| Platz   | A                      | B        | C                 | D           |
| 1       | Belgien                | Schweden | Frankreich        | Thailand    |
| 2       | Spanien                | Ungarn   | Dänemark          | Deutschland |
| 3       | Italien                | Estland  | Finnland          | Tschechien  |
| 4       | Französisch-Polynesien | Kanada   | Singapur          | Niederlande |
| 5       | Japan A                | Vietnam  | Schweiz           | Polen       |
| 6       | Indien                 | Japan B  | Chinesisch Taipeh | Australien  |

### Runde 2
In Runde 2 wurde Poule gespielt. Poules sind Gruppen à vier Teams. Die Gewinner und Verlierer des 1. Spiels spielen jeweils gegeneinander.
Der Sieger des Gewinnerspiels war direkt für die für das 1/4-Finale qualifiziert. Der Gewinner des Verliererspiels und der Verlierer des Gewinnerspiels spielten eine Barrage. Der Gewinner war für das Viertelfinale qualifiziert. Die Verlierer des Verliererspiels und der Barrage spielen im Nationen-Cup weiter. Das System lässt sich anhand der farblichen Markierung verfolgen.
Deutschland erwischte eine schwere Gruppe und schied in der Barrage aus.
| Poule 1       | Poule 1     | Poule 1     | Poule 1     | Poule 1  | Poule 1 |
| ------------- | ----------- | ----------- | ----------- | -------- | ------- |
| Spiel 1       | Belgien     | :           | Niederlande | 13:6     |         |
| Spiel 1       | Ungarn      | :           | Finnland    | 12:13    |         |
| Gewinner      | Belgien     | :           | Finnland    | 13:11    |         |
| Verlierer     | Niederlande | :           | Ungarn      | 13:0     |         |
| Barrage       | Finnland    | :           | Niederlande | 13:0     |         |
| qualifiziert  | Belgien     | Belgien     | Finnland    | Finnland |         |
| ausgeschieden | Niederlande | Niederlande | Ungarn      | Ungarn   |         |

| Poule 2       | Poule 2                | Poule 2                | Poule 2                | Poule 2    | Poule 2 |
| ------------- | ---------------------- | ---------------------- | ---------------------- | ---------- | ------- |
| Spiel 1       | Schweden               | :                      | Französisch-Polynesien | 4:13       |         |
| Spiel 1       | Dänemark               | :                      | Tschechien             | 13:5       |         |
| Gewinner      | Dänemark               | :                      | Französisch-Polynesien | 11:13      |         |
| Verlierer     | Tschechien             | :                      | Schweden               | 2:13       |         |
| Barrage       | Dänemark               | :                      | Schweden               | 4:13       |         |
| qualifiziert  | Französisch-Polynesien | Französisch-Polynesien | Schweden               | Schweden   |         |
| ausgeschieden | Dänemark               | Dänemark               | Tschechien             | Tschechien |         |

| Poule 3       | Poule 3     | Poule 3     | Poule 3     | Poule 3 | Poule 3 |
| ------------- | ----------- | ----------- | ----------- | ------- | ------- |
| Spiel 1       | Frankreich  | :           | Kanada      | 13:0    |         |
| Spiel 1       | Deutschland | :           | \| Italien  | 6:13    |         |
| Gewinner      | Frankreich  | :           | Italien     | 13:5    |         |
| Verlierer     | Kanada      | :           | Deutschland | 0:13    |         |
| Barrage       | Italien     | :           | Deutschland | 13:10   |         |
| qualifiziert  | Frankreich  | Frankreich  | Italien     | Italien |         |
| ausgeschieden | Deutschland | Deutschland | Kanada      | Kanada  |         |

| Poule 4       | Poule 4  | Poule 4  | Poule 4  | Poule 4  | Poule 4 |
| ------------- | -------- | -------- | -------- | -------- | ------- |
| Spiel 1       | Thailand | :        | Singapur | 13:2     |         |
| Spiel 1       | Spanien  | :        | Estland  | 13:2     |         |
| Gewinner      | Thailand | :        | Spanien  | 6:13     |         |
| Verlierer     | Singapur | :        | Estland  | 13:5     |         |
| Barrage       | Thailand | :        | Singapur | 13:6     |         |
| qualifiziert  | Spanien  | Spanien  | Thailand | Thailand |         |
| ausgeschieden | Singapur | Singapur | Estland  | Estland  |         |

### Finalrunde
Weltmeister wurde Frankreich vor Spanien. Italien und Französisch-Polynesien wurden Dritte.
Rekordmeister Frankreich wurde zum 5. Mal Weltmeister. Vizeweltmeister Spanien holte sich seine 7 WM-Medaille (2 Gold, 3 Bronze, 2 Silber).
Italien und Französisch-Polynesien gewannen zum ersten Mal eine Medaille
| Französisch-Polynesien | Französisch-Polynesien | Französisch-Polynesien                                             | :                                                                  | Belgien                                                            | Belgien                                                            | Belgien                                                            | 13: 6                                                              |      |      |
| Finnland               | Finnland               | Finnland                                                           | :                                                                  | Frankreich                                                         | Frankreich                                                         | Frankreich                                                         | 2:13                                                               |      |      |
| Schweden               | Schweden               | Schweden                                                           | :                                                                  | Spanien                                                            | Spanien                                                            | Spanien                                                            | 6:13                                                               | 6:13 | 6:13 |
| Italien                | Italien                | Italien                                                            | :                                                                  | Thailand                                                           | Thailand                                                           | Thailand                                                           | 13: 0                                                              |      |      |
| Halbfinale             |                        |                                                                    |                                                                    |                                                                    |                                                                    |                                                                    |                                                                    |      |      |
| Frankreich             | Frankreich             | Frankreich                                                         | :                                                                  | Italien                                                            | Italien                                                            | Italien                                                            | 13: 1                                                              |      |      |
| Französisch-Polynesien | Französisch-Polynesien | Französisch-Polynesien                                             | :                                                                  | Spanien                                                            | Spanien                                                            | Spanien                                                            | 4:13                                                               |      |      |
| Finale                 |                        |                                                                    |                                                                    |                                                                    |                                                                    |                                                                    |                                                                    |      |      |
| Spanien                | Spanien                | Spanien                                                            | :                                                                  | Frankreich                                                         | Frankreich                                                         | Frankreich                                                         | 3:15                                                               |      |      |
| Weltmeister            |                        |                                                                    |                                                                    |                                                                    |                                                                    |                                                                    |                                                                    |      |      |
| Frankreich             | Frankreich             | Camacaris Mathias – Rocher Dylan – Savin Angy – Clere Logan        | Camacaris Mathias – Rocher Dylan – Savin Angy – Clere Logan        | Camacaris Mathias – Rocher Dylan – Savin Angy – Clere Logan        | Camacaris Mathias – Rocher Dylan – Savin Angy – Clere Logan        | Camacaris Mathias – Rocher Dylan – Savin Angy – Clere Logan        | Camacaris Mathias – Rocher Dylan – Savin Angy – Clere Logan        |      |      |
| Vize-Weltmeister       |                        |                                                                    |                                                                    |                                                                    |                                                                    |                                                                    |                                                                    |      |      |
| Spanien                | Spanien                | Lorenzo Mendez – Juan Carlos Sogorb – Christian Medina – Juan Amer | Lorenzo Mendez – Juan Carlos Sogorb – Christian Medina – Juan Amer | Lorenzo Mendez – Juan Carlos Sogorb – Christian Medina – Juan Amer | Lorenzo Mendez – Juan Carlos Sogorb – Christian Medina – Juan Amer | Lorenzo Mendez – Juan Carlos Sogorb – Christian Medina – Juan Amer | Lorenzo Mendez – Juan Carlos Sogorb – Christian Medina – Juan Amer |      |      |
| Platz 3                | Italien                | Italien                                                            |                                                                    |                                                                    |                                                                    |                                                                    |                                                                    |      |      |
| Platz 3                | Tahiti                 |                                                                    |                                                                    |                                                                    |                                                                    |                                                                    |                                                                    |      |      |
| Platz 5                | Thailand               | Thailand                                                           |                                                                    |                                                                    |                                                                    |                                                                    |                                                                    |      |      |
| Platz 5                | Schweden               |                                                                    |                                                                    |                                                                    |                                                                    |                                                                    |                                                                    |      |      |
| Platz 5                | Finnland               |                                                                    |                                                                    |                                                                    |                                                                    |                                                                    |                                                                    |      |      |
| Platz 5                | Belgien                |                                                                    |                                                                    |                                                                    |                                                                    |                                                                    |                                                                    |      |      |

## Nationencup
Im Nationencup spielen die in den ersten Runden ausgeschiedenen Teams eine Art B-Weltmeisterschaft aus.

### Poule-Runde
Die erste Runde wurde Poule gespielt. In der Gruppe H trafen die Schweiz und Deutschland aufeinander. In Spiel 1 siegten die Schweizer 13:1. Die Schweiz verlor das Gewinnerspiel gegen Dänemark 5:13, das Team des DPV gewann das Verliererspiel gegen Indien 13:0. So trafen Deutschland und die Schweiz in der Barrage aufeinander. Diese entschieden die Deutschen mit 13:9 für sich, die Schweiz schied somit aus.
| Poule E       | Poule E            | Poule E            | Poule E            | Poule E     | Poule E |
| ------------- | ------------------ | ------------------ | ------------------ | ----------- | ------- |
| Spiel 1       | Japan A            | :                  | Tschechien         | 13:11       |         |
| Spiel 1       | Vereinigte Staaten | :                  | Niederlande        | 13:10       |         |
| Gewinner      | Japan A            | :                  | Vereinigte Staaten | 5:13        |         |
| Verlierer     | Niederlande        | :                  | Tschechien         | 5:13        |         |
| Barrage       | Tschechien         | :                  | Japan a            | 13:7        |         |
| qualifiziert  | Vereinigte Staaten | Vereinigte Staaten | Tschechien         | Tschechien  |         |
| ausgeschieden | Japan A            | Japan A            | Niederlande        | Niederlande |         |

| Poule F       | Poule F | Poule F | Poule F | Poule F | Poule F |
| ------------- | ------- | ------- | ------- | ------- | ------- |
| Spiel 1       | Japan N | :       | Estland | 0:13    |         |
| Spiel 1       | Taiwan  | :       | Kanada  | 1:13    |         |
| Gewinner      | Estland | :       | Kanada  | 9:13    |         |
| Verlierer     | Japan B | :       | Taiwan  | 13:6    |         |
| Barrage       | Japan B | :       | Estland | 5:13    |         |
| qualifiziert  | Kanada  | Kanada  | Estland | Estland |         |
| ausgeschieden | Japan B | Japan B | Taiwan  | Taiwan  |         |

| Poule G       | Poule G    | Poule G    | Poule G    | Poule G | Poule G |
| ------------- | ---------- | ---------- | ---------- | ------- | ------- |
| Spiel 1       | Vietnam    | :          | Ungarn     | 13:3    |         |
| Spiel 1       | Australien | :          | Singapur   | 7:13    |         |
| Gewinner      | Vietnam    | :          | Singapur   | 6:13    |         |
| Verlierer     | Ungarn     | :          | Australien | 9:13    |         |
| Barrage       | Vietnam    | :          | Australien | 13:9    |         |
| qualifiziert  | Singapur   | Singapur   | Vietnam    | Vietnam |         |
| ausgeschieden | Australien | Australien | Ungarn     | Ungarn  |         |

| Poule H       | Poule H  | Poule H  | Poule H     | Poule H     | Poule H |
| ------------- | -------- | -------- | ----------- | ----------- | ------- |
| Spiel 1       | Schweiz  | :        | Deutschland | 13:1        |         |
| Spiel 1       | Indien   | :        | Dänemark    | 5:13        |         |
| Gewinner      | Schweiz  | :        | Dänemark    | 5:13        |         |
| Verlierer     | Singapur | :        | Estland     | 13:5        |         |
| Barrage       | Indien   | :        | Deutschland | 0:13        |         |
| qualifiziert  | Dänemark | Dänemark | Deutschland | Deutschland |         |
| ausgeschieden | Schweiz  | Schweiz  | Indien      | Indien      |         |

### Finalrunde
Die Deutschen belegten neben Kanada Platz 3, Dänemark gewann den Nationencup vor Singapur
| Viertelfinale      | Viertelfinale      | Viertelfinale | Viertelfinale | Viertelfinale | Viertelfinale |
| ------------------ | ------------------ | ------------- | ------------- | ------------- | ------------- |
| Vereinigte Staaten | Vereinigte Staaten | :             | Singapur      | Singapur      | 3:13          |
| Dänemark           | Dänemark           | :             | Vietnam       | Vietnam       | 13:12         |
| Deutschland        | Deutschland        | :             | Estland       | 13:0          | 13:0          |
| Tschechien         | Tschechien         | :             | Kanada        | Kanada        | 10:13         |
| Halbfinale         |                    |               |               |               |               |
| Kanada             | Kanada             | :             | Singapur      | Singapur      | 9:13          |
| Deutschland        | Deutschland        | :             | Dänemark      | Dänemark      | 3:13          |
| Finale             |                    |               |               |               |               |
| Singapur           | Singapur           | :             | Dänemark      | Dänemark      | 4:13          |

## Tir de precision
Der deutsche Tireur konnte sich in der Vorrunde weder für das Finale noch für die Repêchage qualifizieren, der Schweizer Begue Yannick verpasste nur knapp den direkten Final-Einzug, schaffte es über die Repêchage ins Viertelfinale, schied dort aber aus. Die Schwedin Jessica Johannson brach in die Männerdomäne ein und wurde fünfte.
Der Thailänder Sarayoot Master wurde Weltmeister und holte die erste Tireur-Medaille (Jugend) für sein Land. Vizemeister Mendez Lorenzo dagegen holte bereits die dritte Medaille nach Spanien (2 Silber, 1 Bronze). Jessica Johannsons Bronzemedaille ist ebenfalls die erste Medaille für Schweden, Roger Dylans Bronze-Medaille ergänzt eine vorhandene Goldmedaille Frankreichs.
| Qualifikationsrunde 4 von 24 Startern direkt qualifiziert, 8 für die Repêchage |         |                                         |                                       |
| Platz 1                                                                        | Platz 1 | Französisch-Polynesien (Tuaiva Vickson) | 44 Punkte                             |
| Platz 2                                                                        | Platz 2 | Thailand (Sarayoot Master)              | 38 Punkte                             |
| Platz 3                                                                        | Platz 3 | Frankreich (Dylan Rocher)               | 36 Punkte                             |
| Platz 4                                                                        | Platz 4 | Kanada (Pouplot Y-Mathieu)              | 28 Punkte                             |
| Repêchage 2. Chance / 4 von 8 Startern qualifiziert                            |         |                                         |                                       |
| Platz 5                                                                        | Platz 5 | Schweden (Jessica Johansson)            | 46 Punkte                             |
| Platz 6                                                                        | Platz 6 | Schweiz (Begue Yannick)                 | 43 Punkte                             |
| Platz 7                                                                        | Platz 7 | Finnland (Sylvain Faillioglu Salim)     | 33 Punkte                             |
| Platz 8                                                                        | Platz 8 | Spanien (Mendez Lorenzo)                | 32 Punkte                             |
| 1/4-Finale                                                                     |         |                                         |                                       |
| Französisch-Polynesien (Tuaiva Vickson)                                        | :       | Spanien (Mendez Lorenzo)                | 29:35                                 |
| Kanada (Pouplot Y-Mathieu)                                                     | :       | Schweden (Jessica Johansson)            | 11:19                                 |
| Frankreich (Dylan Rocher)                                                      | :       | Schweiz (Begue Yannick)                 | 39:11                                 |
| Thailand (Sarayoot Master)                                                     | :       | Finnland (Sylvain Faillioglu Salim)     | 38:28                                 |
| 1/2-Finale                                                                     |         |                                         |                                       |
| Spanien (Mendez Lorenzo)                                                       | :       | Schweden (Jessica Johansson)            | 24:23                                 |
| Frankreich (Dylan Rocher)                                                      | :       | Thailand (Sarayoot Master)              | 41:43                                 |
| Finale                                                                         |         |                                         |                                       |
| Spanien (Mendez Lorenzo)                                                       | :       | Thailand (Sarayoot Master)              | 26:29                                 |
| Weltmeister                                                                    |         |                                         |                                       |
|                                                                                |         | Sarayoot Master Thailand                |                                       |
| Vizeweltmeister                                                                |         |                                         |                                       |
|                                                                                |         | Mendez Lorenzo Spanien                  |                                       |
| Platz 3                                                                        | Platz 3 | Dylan Rocher Frankreich                 | Dylan Rocher Frankreich               |
| Platz 3                                                                        | Platz 3 | Jessica Johansson Schweden              |                                       |
| Platz 5                                                                        | Platz 5 | Tuaiva Vickson Französisch-Polynesien   | Tuaiva Vickson Französisch-Polynesien |
| Platz 5                                                                        | Platz 5 | Sylvain Faillioglu Salim Finnland       |                                       |
| Platz 5                                                                        | Platz 5 | Sarayoot Master Thailand                |                                       |
| Platz 5                                                                        | Platz 5 | Begue Yannick Schweiz                   |                                       |